# João Augusto de Médicis
João Augusto de Médicis (* 18. August 1936 in Recife; † 14. April 2004 in Rom) war ein brasilianischer Diplomat.

## Leben
João Augusto de Médicis war mit der Journalistin Adriana Zarvos verheiratet; sie hatten fünf Kinder. Nach seinem Eintritt in den auswärtigen Dienst wurde er bei den Vereinten Nationen beschäftigt. In Port-au-Prince war er Geschäftsträger. Als Botschafter war er eingesetzt in Nairobi (1984–1989), in Warschau (1991–1993), in Peking (1994–1996) und in Santiago de Chile (1999–2002). Seit 2003 vertrat er die brasilianische Regierung bei der FAO.
Von 2002 bis 2004 war er Generalsekretär der Gemeinschaft der Portugiesischsprachigen Länder (CPLP).
De Médicis kam 2004 bei einem Verkehrsunfall ums Leben.